# Kuang-sü
Císař Kuangsü (čínsky: 光绪, pchin-jin: Guāngxù), rodným jménem Caj-tchien (čínsky: 载湉, pchin-jin: Zǎitián) (14. srpna 1871 – 14. listopadu 1908), jehož panovnická éra se označuje Kuang-sü, byl desátým císařem dynastie Čching a devátým Čchingem, který vládl nad vlastní Čínou. Byl bratrancem zesnulého císaře Tchung-č a na trůn byl dosazen císařovnou vdovou Cch’-si. Jeho manželkou byla Ťing-fen, později známá jako císařovna regentka Lung-jü za císaře Pchu I. Císařova vláda trvala od roku 1875 do roku 1908, ale v praxi vládl bez vlivu císařovny vdovy Cch’-si pouze v letech 1889 až 1898, avšak stále pod jejím dohledem. Inicioval Stodenní reformu, jeho úsilí však přerušil převrat císařovny vdovy v roce 1898, po kterém císař zůstal až do své smrti v domácím vězení.

## Sto dní reforem
Sto dní reforem bylo poslední snahou o reformu dynastie Čching. Konfuciánský učenec Kchang Jou-wej a jeho žák Liang Čchi-čchao se snažili zavést reformy v duchu konfucianismu. Tou dobou 27letý císař Kuang-sü se během vzdělávání a četby dostal k myšlenkám Kchang Jou-weje, a proto začal s reformisty spolupracovat. Za nominální vlády císaře, stále pod dohledem císařovny vdovy, bylo během 103 dní (11. 6. 1898 – 21.9. 1898) vydáno okolo 180 císařských ediktů. Cílem reforem bylo modernizovat zkouškový systém na školách a celkově zřídit moderní systém vzdělávání, který byl zastaralý, a snížit tak negramotnost. Dále reformy usilovaly o industrializaci, podporu výroby a obchodu, zrušení sinekur, o zavedení principu kapitalismu, o modernizaci armády a konečně o zavedení konstituční monarchie. Hnutí, protože bylo v duchu konfucianismu, nezpochybňovalo moc císaře, využívalo ho jako symbol změny. Reformátoři tímto chtěli ustanovit pravidla státu, která budou odrážet zájmy obyčejného obyvatelstva, nejen panovnického dvora. Reformy ve většině případů zůstaly jen na papíře, protože hodnostáři u dvora čekali na reakci císařovny vdovy, a tak nebyl čas reformy zavést do praxe.

## Reakce na reformy
Císařovna vdova Cch’-si nebyla modernizaci a západnímu myšlení nakloněna. Jako reakci na pokus o reformace císařovna vdova 21. září 1898 zorganizovala státní převrat. Kang Jou-wej a Liang Čchi-čchao uprchli do Japonska, kde pokračovali v politickém boji. Šest reformátorů, které Cch’-si dopadla bylo popraveno, mezi nimi revolucionář Tchan S’-tchung. Císař byl uvězněn v domácím vězení a reformy byly zrušeny. V následujícím roce vypuklo Boxerské povstání a eskalovalo roku 1900. Téhož roku císařovna vdova využila situace a vyhlásila válku západu. Cch’-si s mladým císařem prchla do Si-anu. Generální guvernéři čínských provincií se rozhodli, že budou pekingské vyhlášení války cizincům ignorovat a celou věc svedou na Boxerské povstání. Jako důsledek musela Cch’-si nakonec k reformám, které vycházeli z původních Stodenních reforem přistoupit, reformy ale k posílení císařské moci nestačily a dynastii se nepodařilo u moci zůstat. Kuang-sü umírá roku 1908, den před smrtí Cch’-si a následně na trůn nastupuje poslední čínský císař Pchu I.

## Smrt
Císař zemřel v 38 letech. Podle záznamů paláce zemřel přirozenou smrtí, přestože bylo podezřelé, že mladý císař umřel den před smrtí císařovny vdovy, která si nepřála, aby císař pokračoval v reformách. V roce 2008 byl v jeho těle zjištěn vysoký obsah arsenu, což potvrdilo zvěsti, že byl otráven.